# Хук, Тадеуш
Тадеуш Хук (пол. Tadeusz Huk; род. 1 мая 1948) — польский актёр театра, кино и телевидения.

## Биография
Тадеуш Хук родился в Кракове. Актёрское образование получил в Государственной высшей театральной школе в Кракове, которую окончил в 1970 году. Дебютировал в театре в 1970. Актёр краковских театров. Выступает в спектаклях «театра телевидения» с 1972 года.  

## Избранная фильмография
- 1969 — День прозрения / Dzień oczyszczenia
- 1971 — Третья часть ночи (Третья стража) / Trzecia część nocy
- 1975 — В те дни предвесенние / W te dni przedwiosenne
- 1976 — Сохранить город / Ocalić miasto — ассистент Ханса Франка
- 1977 — Распорядитель бала / Wodzirej
- 1978 — Провинциальные актёры / Aktorzy prowincjonalni
- 1979 — Кинолюбитель / Amator
- 1979 — Шанс / Szansa
- 1980 — В белый день / W biały dzień
- 1982 — Дантон / Danton
- 1982 — Мама Круль и её сыновья (Матушка Круль) / Matka Królów
- 1988 — Звезда Полынь / Gwiazda Piołun
- 1989 — Капитал, или Как сделать деньги в Польше / Kapitał, czyli jak zrobić pieniądze w Polsce
- 1993 — Список Шиндлера / Schindler's List
- 1996 — Девочка Никто / Panna Nikt
- 1998 — Демоны войны / Demony wojny według Goi
- 2001 — Утро койота / Poranek kojota
- 2003 — Чёрная метка / Qara nişanə

## Признание
- 2011 — Серебряная медаль «За заслуги в культуре Gloria Artis».